# El Hijo del Santo
El Hijo del Santo, pseudonimo di Jorge Guzmán (dallo spagnolo, "Il Figlio del Santo"; Città del Messico, 2 agosto 1963), è un wrestler messicano.
È il figlio del wrestler e attore messicano El Santo.

## Carriera

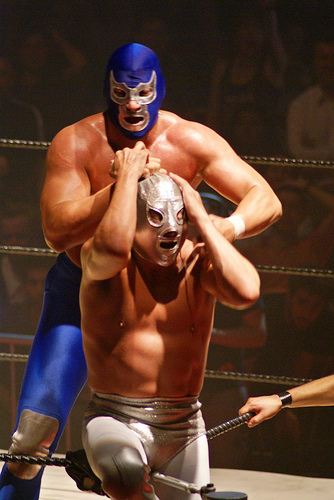
Blue Demon Jr. tenta di strappare la maschera a El Hijo del Santo

"Santito", come viene spesso chiamato, è l'unico dei dieci figli di El Santo ad avere intrapreso la carriera di wrestler. Cominciò a lottare senza il consenso del padre nel febbraio 1982 con il ring name El Korak ma già nell'ottobre successivo prese ufficialmente l'identità di El Hijo del Santo dopo essersi laureato in scienze della comunicazione alla Universidad Iberoamericana, su esplicita richiesta del padre. Adottò lo stesso look del padre sul ring, la maschera d'argento, calzamaglia e mantello, e le stesse mosse. Nonostante non abbia mai raggiunto le vette di popolarità di El Santo, divenne un lottatore tecnicamente migliore rispetto all'illustre genitore.
A inizio carriera, lottò principalmente nella World Wrestling Association (nella zona di Tijuana) e nella Universal Wrestling Association (una federazione di Città del Messico) ma debuttò nella Empresa Mexicana de Lucha Libre (EMLL), compagnia che in seguito divenne la Consejo Mundial de Lucha Libre nell'estate del 1983. Fu votato "Rookie of the Year" in Messico.
Conquistò il primo titolo, l'UWA World Lightweight Championship, nell'ottobre 1985. Ebbe una rivalità con Espanto Jr. (il cui padre era stato acerrimo rivale di El Santo) al quale strappò la maschera. In questo periodo, ebbe anche un feud con Negro Casas, che divenne il suo antagonista principale.

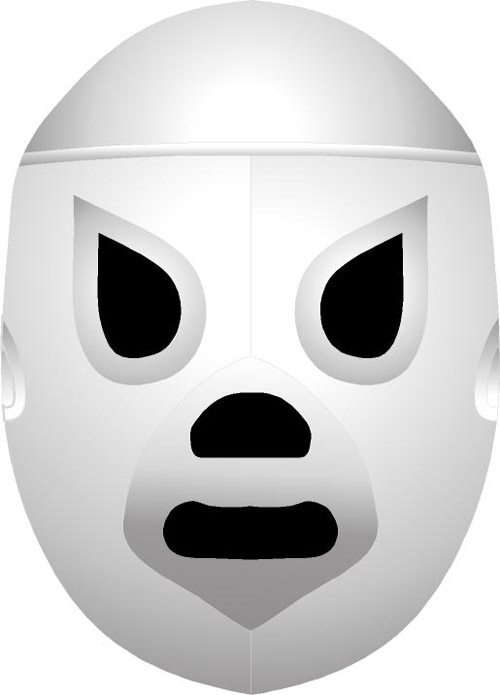
La storica maschera di El Santo e di suo figlio, El Hijo del Santo

Nel 1990 debuttò in Giappone nella Universal Lucha Libre di Gran Hamada e vinse l'UWA World Welterweight Championship e il WWA Welterweight Championship. Alla fine del 1991 lasciò la WWA e rese vacante il titolo Welterweight ma continuò a lottare nella UWA fino alla creazione della Asistencia Asesoría y Administración (AAA). El Hijo del Santo riconquistò il titolo WWA Welterweight e portò la cintura con lui nella AAA. Uno dei primi feud fu quello con il fratello minore di Negro Casas, Heavy Metal. Heavy Metal sconfisse el Hijo del Santo strappandogli il titolo WWA Welterweight e vinse anche il Mexican National Welterweight Championship ma el Hijo del Santo riconquistò entrambe le cinture nel corso della rivalità prima di cederle al più giovane Psicosis.
Il suo feud più memorabile nella AAA fu quello contro i Los Gringos Locos (Eddie Guerrero & "Love Machine" Art Barr). El Hijo del Santo & Octagón sconfissero i due in un tag team match elogiato dalla critica e da Dave Meltzer in particolare che gli diede il massimo dei voti, ma Barr morì solo tre settimane dopo sancendo brutalmente la fine del feud. Il proprietario della AAA Antonio Peña tentò di imbastire un angle con una versione "malvagia" di El Santo chiamata "El Santo Negro" che avrebbe dovuto sostituire Barr nel feud, ma la famiglia di El Santo si oppose, il progetto venne scartato e El Hijo del Santo passò alla CMLL nel 1995.
L'obiettivo del passaggio alla CMLL era quello di rivitalizzare la rivalità con Negro Casas. El Hijo del Santo perse un match contro Casas all'evento CMLL 63rd Anniversary del 20 settembre 1996, e poi si prese un breve periodo di pausa lontano dal ring. Mentre era via, Negro Casas effettuò un turn face e i suoi ex alleati, Scorpio Jr. e Bestia Salvaje, dissero che avevano una "sorpresa" in serbo per lui. Questa si rivelò essere un match tre contro tre con Negro Casas, El Dandy e Héctor Garza contro Scorpio Jr., Bestia Salvaje e un partner misterioso. El Hijo del Santo si presentò sul ring come alleato di Scorpio e Salvaje ma sotto travestimento e pretendendo di essere El Felino, il fratello di Negro Casas. Durante il match, Scorpio e Salvaje aggredirono Casas e il pubblico, all'oscuro di tutto, si aspettava che El Felino salvasse il fratello. Nel bel mezzo del match, El Hijo del Santo si tolse il travestimento rivelando la sua vera identità e aiutò Scorpio e Salvaje, sancendo di fatto il suo primo turn heel in carriera.
La settimana seguente, El Dandy e Negro Casas sfidarono El Hijo del Santo a un hair vs. mask match. L'incontro si svolse il 6 dicembre 1996 e vide prevalere Santo che tagliò i capelli a El Dandy in un match sanguinoso davanti a un pubblico da tutto esaurito nell'Arena Mexico. Il feud proseguì fino all'evento 64th anniversary del 19 settembre 1997, dove Negro Casas e El Hijo del Santo si affrontarono in un drammatico hair vs. mask match. El Hijo del Santo si aggiudicò la contesa e cominciò un lento turn face tornando dalla parte dei "buoni".
Sebbene l'angle del suo turn heel avesse riscosso molto successo e fatto guadagnare molti soldi alla CMLL, El Hijo del Santo continuò a lottare da babyface in Messico, combattendo anche in coppia con Rey Mysterio a Tijuana.
Negro Casas e El Hijo del Santo cominciarono a combattere insieme e sfidarono Scorpio e Salvaje che avevano recentemente vinto le cinture CMLL World Tag Team Championship. El Hijo del Santo e Casas sconfissero Scorpio e Salvaje conquistando i titoli il 5 febbraio 1999, ma avendo ottenuto solo una vittoria per squalifica, rifiutarono le cinture. Il big match nel feud fu un mask/hair versus mask/hair tag match che si svolse a Homenaje a Dos Leyendas. Santo & Casas uscirono vittoriosi e campioni di coppia. Successivamente, El Hijo del Santo ebbe qualche diverbio con la dirigenza CMLL e le cinture di coppia furono rese vacanti. Egli tornò e sempre insieme a Casas riconquistò i titoli sconfiggendo Los Guerreros del Infierno (Último Guerrero & Rey Bucanero) per poi cederli ai Los Guerreros nel 2002. Dopo un altro anno sabbatico, tornò nella CMLL nell'estate del 2004, inizialmente come assistente di Místico e poi per un feud con Perro Aguayo Jr. e la sua stable La Furia del Norte. Al termine della rivalità, ebbe un match con Averno per il titolo WWA Welterweight e poi lasciò la compagnia.
El Hijo del Santo continuò a lottare nel circuito indipendente messicano, e fondò la propria federazione di wrestling, chiamata "Todo x el Todo".
L'11 maggio 2013, El Hijo del Santo e il suo rivale di vecchia data, Blue Demon Jr., unirono le proprie forze per vincere il titolo Pro Wrestling Revolution Tag Team Championship da Brian Cage e Derek Sanders.
Il 25 novembre 2013, El Hijo del Santo annunciò il suo momentaneo ritiro dal ring per curarsi un infortunio alla colonna vertebrale. Dopo la guarigione tornò a combattere sul ring, lottando in coppia con suo figlio El Santo Jr. a uno show della Lucha Ilimitado svoltosi a Yakima, Washington, il 12 ottobre 2016. Successivamente lottò altri due match insieme al figlio: a Tijuana il 16 dicembre, e a Ciudad Juarez il 18 dicembre 2016.

## Titoli e riconoscimenti
Asistencia Asesoría y Administración
- AAA World Tag Team Championship (1) con Octagon
- Mexican Middleweight Championship (1)
- Mexican National Trios Championship (1) con Super Muneco e Ángel Azteca
- Mexican National Welterweight Championship (1)

Consejo Mundial de Lucha Libre
- CMLL World Tag Team Championship (3) con Negro Casas
- CMLL Torneo Gran Alternativa (2004) - con Místico
- CMLL International Grand Prix:1996
- CMLL Leyenda de Plata:1999

Pro Wrestling Revolution
- PWR Tag Team Championship (1) con Blue Demon Jr.

Southern California Pro-Wrestling Hall of Fame
- Classe del 2005

Universal Wrestling Association
- UWA World Lightweight Championship (3)
- UWA World Welterweight Championship (2)

World Wrestling Association
- WWA World Tag Team Championship (1) con El Hijo del Perro Aguayo
- WWA World Welterweight Championship (10)

Pro Wrestling Illustrated
- 293º tra i 500 migliori wrestler singoli nella PWI 500 (1991)
- 63º tra i 500 migliori wrestler singoli nella "PWI Years" (2003)
- 26º tra i 500 migliori Tag team con Octagon nella "PWI Years" (2003)
- 14º tra i 500 migliori wrestler singoli nella "PWI Years" (2003; 2004)